# Seigneur d'Esperen
La Seigneur d'Esperen est une variété ancienne  de poires.

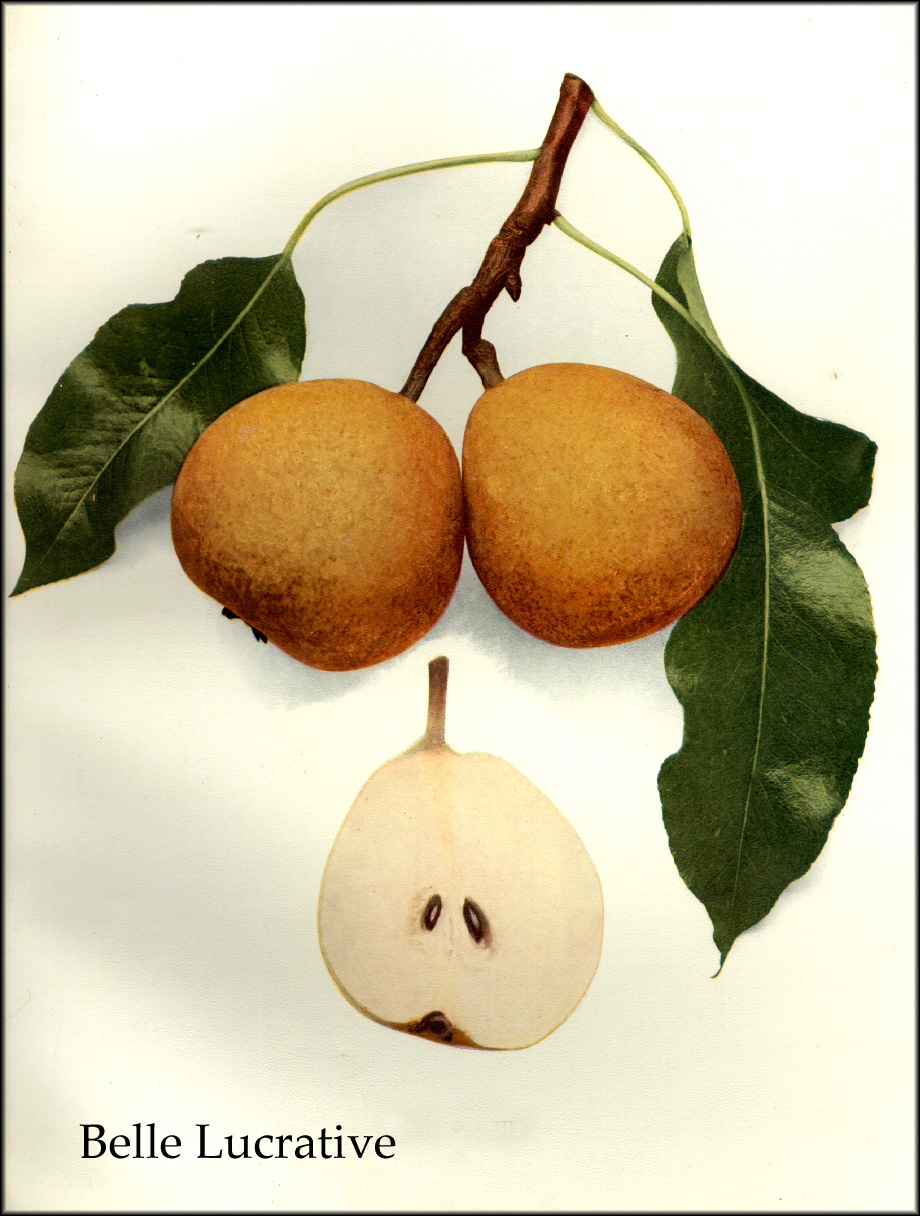
Aquarelle de Belle lucrative d'Hedrick, 1921.

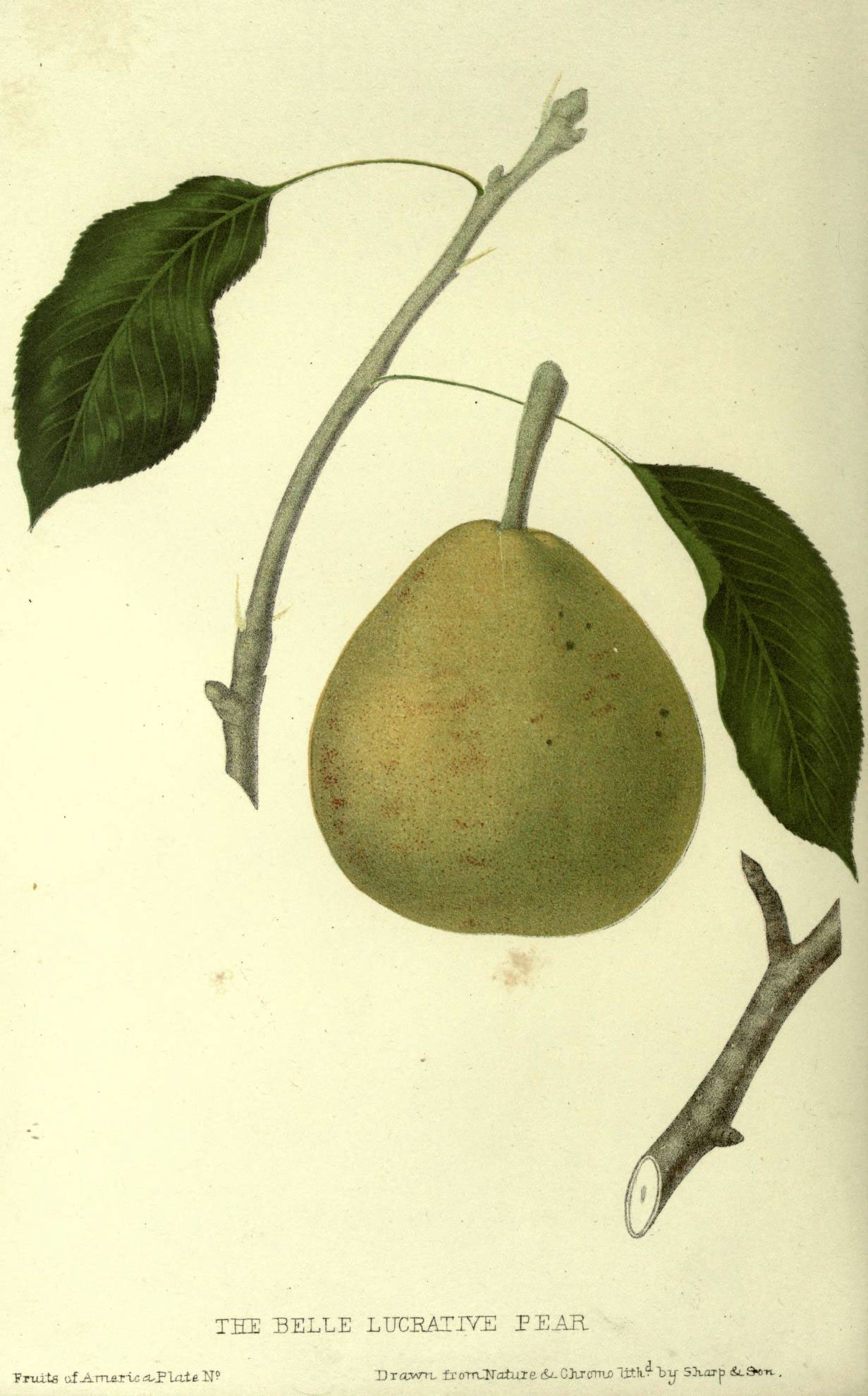
Dans The fruits of America.

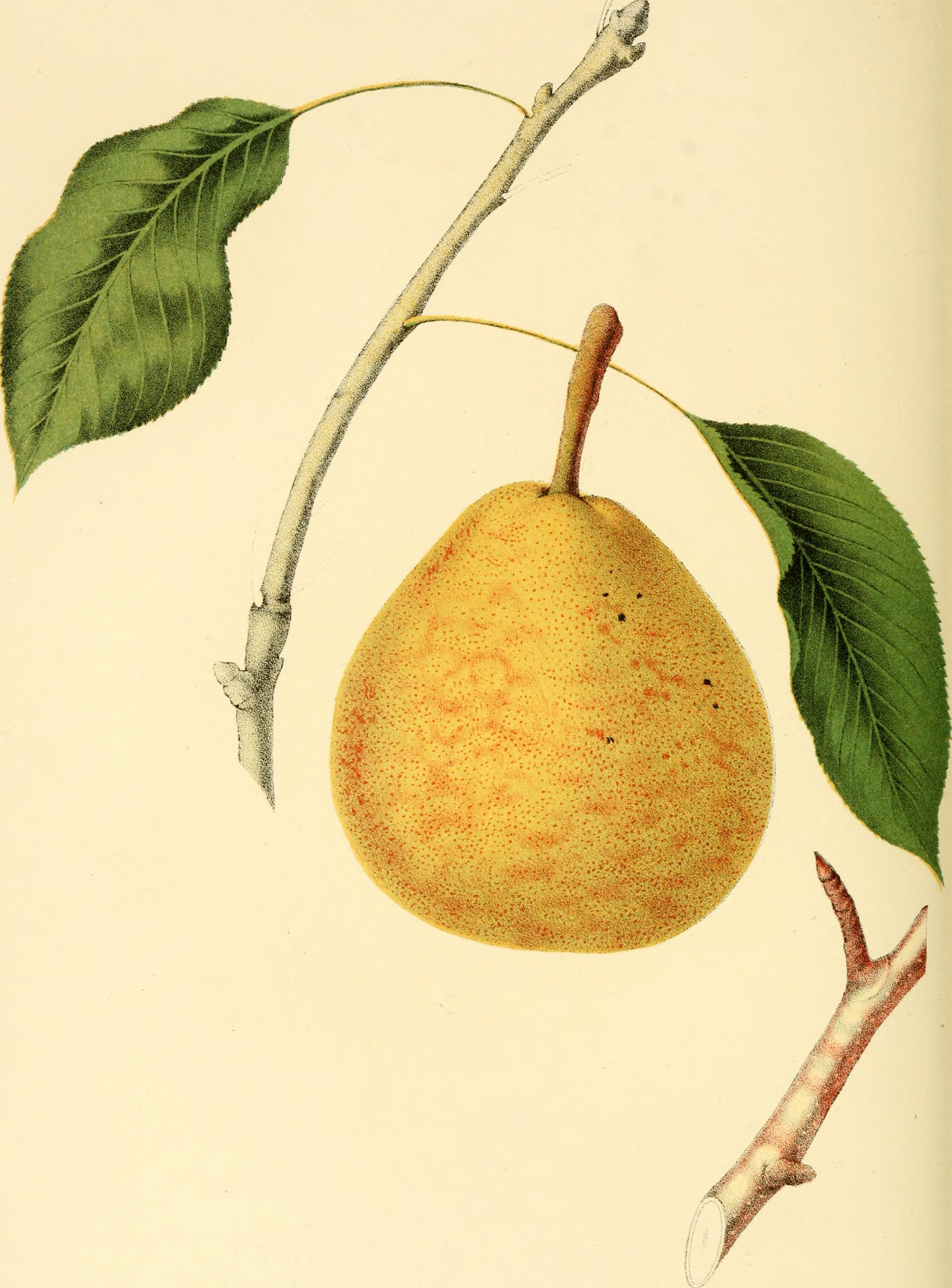
À maturité.

## Synonymes
- Belle lucrative.
- Bergamotte Fiévée.
- Bergamotte lucrative.
- Beurré lucratif.
- Fondante d'automne.
- Fondante de Maubeuge.
- Grésillier.
- Esperen,
- Seigneur[1].

## Origine
Elle a été obtenue par le major Esperen de Malines, en Belgique. La première fructification date de 1827. »

## Description

### Arbre
Les rameaux sont assez grêles, allongés, un peu étalés, brun noisette ; à lenticelles petites et saillantes.
Yeux moyens, coniques, pointus, écartés du rameau.
Fruit d'amateur.

### Fruit
Moyen ou assez gros, arrondi conique ou courtement turbiné.
Épiderme rude, fin, jaune clair, granité marbré de fauve, d'une teinte plus chaude à l'insolation.
Pédicelle court, gros, charnu, implanté droit.
Œil petit, ouvert dans une large dépression.
Chair blanche, fine, fondante, très juteuse, sucrée, parfumée.
Qualité : très bonne.
Maturité : septembre à octobre.

## Culture
Cette variété réussit très bien sur cognassier et sur franc, se prête à toutes les formes et n'est pas très délicate sur la nature du sol et des expositions.
Variété très résistante à la tavelure, on pourrait la conseiller pour la culture intensive, blettit facilement, à surveiller pour la cueillette.